# Szeretlek, én se téged
A Szeretlek, én se téged (Je t’aime moi non plus) 1976-ban bemutatott színes, francia filmdráma. A film eredeti címe megegyezik annak az erotikus hangvételű világslágernek a címével, melyet a rendező, Serge Gainsbourg és a női főszereplő, Jane Birkin énekelt lemezre 1969-ben. (A híres dal csak instrumentális változatban hangzik el a filmben.) Gainsbourg rendezését annak idején a kritikusok zömmel elutasítóan fogadták, bár a műnek akadtak lelkes hívei is, mint például a világhírű kolléga, François Truffaut. A Szeretlek, én se téged azóta a kultuszfilmek sorába emelkedett, a férfi főszerepet játszó Joe Dallesandrónak is ez a személyes kedvence saját filmjei közül. A mű Magyarországon csupán a filmklubok műsorán tűnt fel hébe-hóba.

## A cselekmény
|  | Alább a cselekmény részletei következnek! |

A jóképű Krassky és barátja, Padovan szemétszállítással foglalkoznak. Mindketten homoszexuálisok, egy párt alkotnak. Egy ízben felvesznek a teherautójukra néhány fiatal férfit, akiknek a kocsija lerobbant az országút mentén. Rövidesen azonban megszabadulnak tőlük, egyebek közt úgy, hogy menet közben megbillentik a teherautó platóját, mire a stopposok – egy kivételével – az úttestre zuhannak. A pár egy útmenti bisztróban tart rövid pihenőt. Krassky a pult mögött egy izgalmasan domborodó hátsóra figyel fel, ám hamarosan kiderül, hogy a formás fenék tulajdonosa nem egy fiú, hanem egy fiús külsejű lány, Johnny. Krassky ennek ellenére érdeklődést mutat a felszolgáló iránt, és ez a figyelem kölcsönös. Johnny ugyan hamar felismeri, miféle viszony köti össze Krasskyt és Padovant, ám a jóképű srác érdeklődése lehetővé teszi, hogy legalább egy időre kiszabaduljon a testes és agresszív Boris fennhatósága alól. A féltékeny Padovan egyáltalán nem örül annak, hogy Johnny feltűnésével riválisa támadt, ám egyelőre magába fojtja háborgó indulatait. Hőseink részt vesznek egy kisebb esti mulatságon, melynek „fénypontja” egy szánalmas amatőr sztriptízbemutató korosodó, formátlan hölgyek közreműködésével. Krassky és Johnny a rendezvényen összebújva táncolnak. Ezalatt Padovant az épület előtt megtámadják és megverik a film elején látott autóstopposok. Krassky közbelépésére a támadóknak inába száll a bátorságuk. A férfi ugyan odaadóan látja el barátja sebeit, ám a szerencsétlen incidens ellenére sem mond le arról, hogy Johnnyval legyen.

Padovan és Krassky (Hugues Quester és Joe Dallesandro)

Krassky és Johnny megpróbálnak szeretkezni egymással a férfi számára az egyetlen elfogadható módon, anális úton. A behatolási kísérletre azonban a lány olyan fájdalmas üvöltéssel reagál, hogy a szomszédok a rendőrség kihívásával fenyegetőznek, ezért a pár kénytelen távozni a motelből. Az eset máshol is megismétlődik. Padovan egyre féltékenyebb, egy ízben már-már rátámad Johnnyra a bisztróban, ám az egyik vendég a lány védelmére kel. Krassky és Johnny szerelme végül az országút mentén teljesül be, a szemétszállító teherautó platóján. Később a lány immár odahaza fürdeni készül. Bemászik a fürdőkádba, néhány pillanatra a víz alá merül. Hallja, hogy valaki belép a helyiségbe, és azt hiszi, Krassky az. Téved, a váratlan látogató Padovan, aki kihasználja a lány kiszolgáltatott helyzetét, és a nála lévő nylonzacskót a fejére húzza, hogy megfojtsa vele. Heves dulakodás kezdődik, Johnny kétségbeesetten védekezik. Már-már úgy tűnik, alulmarad a küzdelemben, amikor megjelenik Krassky. A férfi némasága semmi jót nem ígér, ahogy a bisztró asztaláról leborogatva a székeket közeledik Padovan felé. Mégsem üti meg a barátját, hanem Johnnyt segíti fel a földről. A felzaklatott lány kétségbeesésében durván megsérti Krasskyt, mire a férfi szótlanul távozik, és Padovannal együtt elhajt a teherautójukon. A lány meztelenül lép ki a bisztróból, szomorú pillantással néz a távozó jármű után, térdre rogy, majd elterül a fűben.

## Háttér-információk

### A dal
A Je t’aime moi non plus című dalt Serge Gainsbourg 1968-ban írta, és először akkori szerelmével Brigitte Bardot-val közösen vette fel, de végül nem jelentette meg. (Ez az eredeti változat jóval később – 1986-ban – persze mégiscsak megjelent, és leginkább azzal okozott némi meglepetést, hogy a szexistennőnek tartott Bardot mennyire aszexuális a felvételen: énekéből épp az a túlfűtött erotika és szenvedély hiányzik, ami a Birkin-féle verziót világhírűvé tette.) Egy évvel később Gainsbourg újra felvette a dalt újabb szerelmével és feleségével, a Franciaországba áttelepült angol Jane Birkinnel. A felvétel nagy visszhangot váltott ki, részben a téma, részben az előadásmód miatt, hiszen a dalban Jane az orgazmus különböző fokozatait imitálja. A Vatikán nemtetszésének adott hangot az „erkölcstelen” dal miatt, mely számos országban teljesen vagy részlegesen tiltólistára került. (Utóbbi esetben arról van szó, hogy csak bizonyos kommunikációs csatornák, például egyes rádió- vagy tévéadók tagadták meg a dal játszását, mint például Angliában a BBC. Sokáig a Magyar Rádió sem játszotta Gainsbourg szerzeményét.) A tiltás azonban kifejezetten jót tett a felvétel népszerűségének: a Je t’aime moi non plus számos országban felkerült a toplisták legelőkelőbb helyeire, és mindmáig a francia könnyűzene egyik legismertebb slágerének számít.

### Az ellentétek filmje

Gyilkossági kísérlet (Hugues Quester és Jane Birkin)

Gainsbourg filmje ellentétekből építkezik, melyek egy része nyilvánvaló, más része nehezebben vehető észre. Ilyen ellentét tulajdonképpen maga a cím is, hiszen a szerelmi vallomásnak tekinthető „Szeretlek”-re általában nem az a megszokott válasz, hogy „én se téged”. Az elsőfilmes rendező a világsláger két fő témáját, a testi élvezetet és a viszonzatlan szerelmet helyezte a film középpontjába is, ám az orgazmust idéző erotikus sóhajokat a filmben az anális szex fájdalmas üvöltései váltják fel, mellyel Gainsbourg mintha csak azt szeretné kihangsúlyozni, hogy a szerelemmel mindig együtt jár a fájdalom. Természetesen a témaválasztásban van polgárpukkasztó szándék is, ami egyébként Gainsbourg egész művészi pályafutásának egyik fő jellemzője. Hiszen az anális szex mint téma nem pornográf játékfilmekben addig csupán Bernardo Bertolucci Utolsó tangó Párizsban (1972) és Pier Paolo Pasolini Salò, avagy Szodoma 120 napja (1975) című alkotásában bukkant fel, mindkettő ki is váltotta a cenzúra közbelépését. Gainsbourgnál a miliő sem az, mint általában a romantikus szerelmi történetek esetében: nála többnyire lepusztult helyszíneket látunk, jellegtelen útmenti bisztrót, szeméttelepet; a mulatság is igénytelen környezetben zajlik, Krassky és Johnny röpke idilljére pedig egy sivár bányatónál kerül sor, ahol egy kiselejtezett gumiabroncs a romantikus pillanatok cseppet sem romantikus kelléke. A rendező nem engedi, hogy hőseit és nézőit a szerelem érzése „magasba emelje”, képi megoldásaival mindig „visszaránt” a földre, és azt sugallja, hogy a szexualitástól elválaszthatatlan a pusztulás, a felbomlás, az enyészet és a halál. Érdemes megfigyelni, hogy a gyilkossági kísérlet eszközéül szolgáló nylonzacskó folyamatosan jelen van a filmben, Padovan szinte állandóan a kezében fogja, a film közepén pedig, a szakadó esőben a saját fejére húzza. Amikor Krassky és Johnny először kísérelnek meg szeretkezni az egyik motelben, a lány leszakítja a zuhanyzófüggönyt, amely testével együtt befedi a fejét is, mintegy megidézve a későbbi történéseket. Francia filmről lévén szó, a szereplők franciául beszélnek, amit általában a „szerelem nyelvé”-nek tartanak, ám ezen a nyelven most egyáltalán nem a szerelmesfilmek megszokott szavai és mondatai hangzanak el. Ugyanakkor az egész filmet tekinthetjük a visszájáról is, vagyis hogy e különös szerelmiháromszög-történettel Gainsbourg lényegében arra hívja fel a nézők figyelmét, hogy a legsivárabb érzelmi és tárgyi környezetben is megjelennek a legalapvetőbb és legszebb emberi érzelmek, ahogyan a velük együtt járó indulatok is.

### Álmaimban Amerika
Ellentét figyelhető meg a film témája és képi világa között is. A motívumok és a nyelv egyértelműen francia, Willy Kurant operatőr képei azonban az 1950-es évek amerikai filmjeinek stílusát idézik. Padovan a fekete bőrdzsekijével olyan, mintha egyenesen Nicholas Ray Haragban a világgal (1955) című filmklasszikusából érkezett volna. Az amerikai filmművészetre való utalás a férfi főszereplő személye is: Joe Dallesandro az Andy Warhol és Paul Morrissey nevével fémjelzett underground filmek legismertebb sztárja volt, aki az 1970-es években Európában filmezett, hogy kikerüljön felfedezői árnyékából. Akár a szereposztásban is felfedezhetjük a filmet átszövő ellentétek egyikét, hogy nem az amerikai színész által játszott Krassky, hanem inkább a francia művész (Hugues Quester) által megformált Padovan öltözéke utal vissza az amerikai filmművészetre. Vannak olyan értelmezések, melyek szerint a Szeretlek, én se téged Gainsbourg saját látásmódját tükrözi az Egyesült Államokról, amely „elvesztette ártatlanságát”, a romlás és a beteges érzékiség váltak meghatározó jellemzőivé.

## Érdekességek
- A filmben kisebb szerepeket játszik Gérard Depardieu és Michel Blanc, akik később egy másik francia filmes fenegyerek, Bertrand Blier Estélyi ruha (1981) című provokatív alkotásának főszerepeit játszották Miou-Miou társaságában.

- A BBFC (a brit cenzúrahivatal) 1976-ban megtagadta a bemutatási engedélyt a filmtől. 1993-ban azonban vágatlan változat jelenhetett meg videón.

## Magyar kritikai visszhang
„A Szeretlek, én se téged szereposztása telitalálat. Johnnyt, a pincérlányt a szerepénél tíz évvel idősebb, ártatlan arcú, szívszorító törékenységű Jane Birkin alakítja, Krasskyt, a sofőrt pedig a New Yorkból érkezett Joe Dallessandro, Andy Warhol és Paul Morrissey filmjeinek legkarizmatikusabb »szupersztárja«, a Flesh–Trash–Heat trilógia főszereplője, a korszak legszebb férfiszínésze. Filmbeli megjelenése – csizmája, szűk farmerja, óriás csatos bőröve, trikója és hajviselete – két évtized alatt mit sem vesztett modernségéből, ahol feltűnik, valósággal szétrobban a kép. […] A Je t’aime moi non plus képi világa is tökéletes. A pasztellszínek uralkodnak, a senkiföldjén mindent kiszívott a nap, kidörzsölt a szél és a homok. Inkább amerikai film ez, mint európai, érezni, hogy Gainsbourg mestereit Kazannak, Hawksnak és Houstonnak hívják, a direkt Hitchcock-idézetekről nem is szólva. Willy Kurant operatőr élvezettel fényképezi a teherautók elejét, erre a következő két Gainsbourg-filmben is lesz lehetősége. A szerzőtől megszokott nyelvi leleményekkel és provokatív képekkel teli film ritmusa a kétharmad táján kissé megbicsaklik, a végkifejlet pedig nem elég meggyőző, ettől eltekintve a Szeretlek, én se téged igazi mestermű, amelyre bármelyik elsőfilmes büszke lehetne.”

(Déri Zsolt: Gainsbourg. In: Filmvilág 1994/12, 38–41. oldal)

## Főszereplők
- Jane Birkin (Johnny)
- Joe Dallesandro (Krassky)
- Hugues Quester (Padovan)
- Reinhard Kolldehoff (Boris) (René Kolldehoff néven szerepel a stáblistán)
- Gérard Depardieu (lovas férfi)
- Jimmy Davis (Moïse) (Jimmy „Lover Man” Davis néven szerepel a stáblistán)
- Maïté Nahyr
- Liliane Rovère
- Gillian Gill
- Josiane Lévêque
- Doris Thomas
- Raoul Delfosse
- Michel Blanc (az egyik stoppos)
- Alain David
- Claudia Butenuth

## César-díj
- 1977 jelölés Serge Gainsbourg (legjobb filmzene)
- 1977 jelölés Antoine Bonfanti (legjobb hang)